# Облікова політика
Облікова політика - сукупність принципів, методів і процедур, що використовуються підприємством для складання та подання фінансової звітності Згідно із статтею 1 Закону України «Про бухгалтерський облік та фінансову звітність в Україні».
Облікова політика — це передусім внутрішній документ. Він закріплює ті підходи до обліку операцій, які забезпечать достовірне та доречне подання інформації у фінансові звітності. Відсутність такого документа призводить до недотримання єдиної облікової політики в разі зміни бухгалтера. Крім того, у даному документі встановлюються правила обліку в тих ситуаціях, коли чинне законодавство надає підприємству більше ніж один варіант, що при відсутності такого документа збільшить ризик допущення помилок. 
Статтею 8 Закону України «Про бухгалтерський облік та фінансову звітність в Україні» передбачено, що питання організації бухгалтерського обліку на підприємстві належать до компетенції його власника (власників) або уповноваженого органу (посадової особи) відповідно до законодавства та установчих документів. Тому і відповідальність за ведення бухгалтерського обліку несе власник або керівник підприємства. 

## Дивись також
- Законодавча термінологія

## Зноски
1. ↑  Про бухгалтерський облік та фінансову звітність в Україні. Офіційний вебпортал парламенту України. Процитовано 21 липня 2023.